# Soltvadkert
Soltvadkert est une ville et une commune du comitat de Bács-Kiskun en Hongrie.

## Géographie
Kunszentmiklós se trouve à 42 km au sud-ouest de Kecskemét et à 106 km au sud-est de Budapest.

## Population
Recensements ou estimations de la population :
| 1870  | 1880  | 1890  | 1900  | 1910  |
| ----- | ----- | ----- | ----- | ----- |
| 3 687 | 3 929 | 5 435 | 6 510 | 7 734 |

| 1920  | 1930  | 1941  | 1949  | 1960  |
| ----- | ----- | ----- | ----- | ----- |
| 8 107 | 8 470 | 8 843 | 8 923 | 8 381 |

| 1970  | 1980  | 1990  | 2001  | 2011  |
| ----- | ----- | ----- | ----- | ----- |
| 8 046 | 7 684 | 7 612 | 7 784 | 7 842 |